# مهاباد (أصفهان)
مهاباد (بالفارسية: مهاباد) هي مدينة تقع في إيران في البلدة المركزية. يقدر عدد سكانها بـ 4,081 نسمة .